# Puerto Rico op de Olympische Zomerspelen 2000
Puerto Rico nam deel aan de Olympische Zomerspelen 2000 in Sydney, Australië. Het land won geen medailles.

## Deelnemers en resultaten

### Atletiek
| Olympiër                                                             | Discipline      | Resultaat | Prestatie                    |
| -------------------------------------------------------------------- | --------------- | --------- | ---------------------------- |
| Félix Omar Fernández Osvaldo Nieves Rogelio Pizarro Jorge Richardson | 4x100 meter (m) | 32e       | serie 4: 7de in 40,12        |
|                                                                      |                 |           |                              |
| Militza Castro Beatriz Cruz Sandra Moya Maritza Salas                | 4x400 meter (v) | 18e       | serie 2: 6de in 3.33,30 (NR) |

### Boksen
| Olympiër         | Discipline  | Resultaat | Prestatie                                                    |
| ---------------- | ----------- | --------- | ------------------------------------------------------------ |
| Iván Calderón    | -48kg (m)   | 17e       | 1ste ronde: V van SIN Masara: 9-10                           |
| Carlos Valcárcel | -51kg (m)   | 17e       | 1ste ronde: V van ARG Narváez: 6-12                          |
| Orlando Cruz     | -54kg (m)   | 17e       | 1ste ronde: V van ALG Blida: 10-11                           |
| Miguel Cotto     | -63,5kg (m) | 17e       | 1ste ronde: V van UZB Abdullaev: 7-17                        |
| Rubén Fuchú      | -67kg (m)   | 17e       | 1ste ronde: V van ROU Simion: scheidsrechterlijke beslissing |

### Gewichtheffen
| Olympiër    | Discipline | Resultaat | Prestatie                                                       |
| ----------- | ---------- | --------- | --------------------------------------------------------------- |
| Ruth Rivera | -49kg (m)  | 13e       | trekken: 14de met 82,5kg stoten: 13de met 105kg totaal: 187,5kg |

### Gymnastiek
| Olympiër      | Discipline               | Resultaat | Prestatie |
| ------------- | ------------------------ | --------- | --- |
| Diego Lizardi | individuele meerkamp (m) | 49e       | kwalificatie: 49ste vloer: 65ste met 8,537 punten sprong: 63ste met 9,137 punten brug: 79ste met 8,275 punten rekstok: 65ste met 9,150 punten ringen: 61ste met 9,162 punten paard voltige: 78ste met 8,000 punten totaal: 52,261 punten |

### Judo
| Olympiër           | Discipline | Resultaat | Prestatie |
| ------------------ | ---------- | --------- | --- |
| Melvin Méndez      | -66kg (m)  | 13e       | 1ste ronde: vrij 2de ronde: V van ITA Giovinazzo: ippon herkansingen: V van BRA Guimaraes: yuko                                           |
| Carlos Méndez      | -73kg (m)  | 13e       | 1ste ronde: vrij 2de ronde: V van HUN Illyés: waza-ari                                                                                    |
| José Luis Figueroa | -81kg (m)  | 13e       | 1ste ronde: vrij 2de ronde: V van KOR Cho: ippon herkansingen: V van GER Wanner: ippon                                                    |
| Carlos Santiago    | -90kg (m)  | 13e       | 1ste ronde: vrij 2de ronde: W van VEN René López: ippon 3de ronde: V van FRA Demontfaucon: yuko herkansingen: V van UKR Mashurenko: ippon |

### Schermen
| Olympiër      | Discipline | Resultaat | Prestatie                              |
| ------------- | ---------- | --------- | -------------------------------------- |
| Jonathan Peña | degen (m)  | 36e       | 1ste ronde: V van BLR Pchenikin: 11-15 |

### Schietsport
| Olympiër        | Discipline             | Resultaat | Prestatie                                              |
| --------------- | ---------------------- | --------- | ------------------------------------------------------ |
| Ralph Rodríguez | 50m geweer liggend (m) | 52e       | kwalificatie: 52ste met 578 punten (97-96-98-96-96-95) |
| Roberto Carlo   | skeet (m)              | 32e       | kwalificatie: 32ste met 118 punten (21-25-24-24-24)    |

### Schoonspringen
| Olympiër            | Discipline    | Resultaat | Prestatie                                                              |
| ------------------- | ------------- | --------- | ---------------------------------------------------------------------- |
| Angelique Rodriguez | 3m plank (v)  | 27e       | voorronde: 27ste met 235,47 punten                                     |
| Angelique Rodriguez | 10m toren (v) | 18e       | voorronde: 17de met 273,36 punten halve finale: 18de met 408,30 punten |

### Zeilen
| Olympiër                     | Discipline | Resultaat | Prestatie                              |
| ---------------------------- | ---------- | --------- | -------------------------------------- |
| Enrique Figueroa Pedro Colon | tornado    | 8e        | 58 punten: (11-11-1-7-9-2-4-8-13-11-5) |

### Zwemmen
| Olympiër          | Discipline           | Resultaat | Prestatie                                                   |
| ----------------- | -------------------- | --------- | ----------------------------------------------------------- |
| Ricardo Busquets  | 50m vrije slag (m)   | 15e       | serie 8: 2de in 22,42 halve finale 1: 8ste in 22,51         |
| Arsenio López     | 100m schoolslag (m)  | 34e       | serie 4: 2de in 1.04,02                                     |
| Andrew Livingston | 100m vlinderslag (m) | 32e       | serie 4: 3de in 55,03                                       |
| Andrew Livingston | 200m vlinderslag (m) | 13e       | serie 6: 6de in 1.59,05 halve finale 2: 6de in 1.58,63 (NR) |
| Arsenio López     | 200m wisselslag (m)  | 34e       | serie 3: 4de in 2.06,49                                     |

Albanië · Algerije · Amerikaanse Maagdeneilanden · Amerikaans-Samoa · Andorra · Angola · Antigua en Barbuda · Argentinië · Armenië · Aruba · Australië · Azerbeidzjan · Bahama's · Bahrein · Bangladesh · Barbados · België · Belize · Benin · Bermuda · Bhutan · Bolivia · Bosnië en Herzegovina · Botswana · Brazilië · Britse Maagdeneilanden · Brunei · Bulgarije · Burkina Faso · Burundi · Cambodja · Canada · Centraal-Afrikaanse Republiek · Chili · China · Chinees Taipei · Colombia · Comoren · Congo-Brazzaville · Congo-Kinshasa · Cookeilanden · Costa Rica · Cuba · Cyprus · Denemarken · Djibouti · Dominica · Dominicaanse Republiek · Duitsland · Ecuador · Egypte · El Salvador · Equatoriaal-Guinea · Eritrea · Estland · Ethiopië · Fiji · Filipijnen · Finland · Frankrijk · Gabon · Gambia · Georgië · Ghana · Grenada · Griekenland · Groot-Brittannië · Guam · Guatemala · Guinee · Guinee‑Bissau · Guyana · Haïti · Honduras · Hongarije · Hongkong · Ierland · IJsland · India · Indonesië · Irak · Iran · Israël · Italië · Ivoorkust · Jamaica · Japan · Jemen · Joegoslavië · Jordanië · Kaaimaneilanden · Kaapverdië · Kameroen · Kazachstan · Kenia · Kirgizië · Koeweit · Kroatië · Laos · Lesotho · Letland · Libanon · Liberia · Libië · Liechtenstein · Litouwen · Luxemburg · Macedonië · Madagaskar · Malawi · Malediven · Maleisië · Mali · Malta · Marokko · Mauritanië · Mauritius · Mexico · Micronesië · Moldavië · Monaco · Mongolië · Mozambique · Myanmar · Namibië · Nauru · Nederland · Nederlandse Antillen · Nepal · Nicaragua · Nieuw-Zeeland · Niger · Nigeria · Noord-Korea · Noorwegen · Oeganda · Oekraïne · Oezbekistan · Oman · Oostenrijk · Pakistan · Palau · Palestina · Panama · Papoea-Nieuw-Guinea · Paraguay · Peru · Polen · Portugal · Puerto Rico · Qatar · Roemenië · Rusland · Rwanda · Saint Kitts en Nevis · Saint Lucia · Saint Vincent en Grenadines · Salomonseilanden · Samoa · San Marino ·  Sao Tomé en Principe · Saoedi-Arabië · Senegal · Seychellen · Sierra Leone · Singapore · Slovenië · Slowakije · Soedan · Somalië · Spanje · Sri Lanka · Suriname · Swaziland · Syrië · Tadzjikistan · Tanzania · Thailand · Togo · Tonga · Trinidad en Tobago · Tsjaad · Tsjechië · Tunesië · Turkije · Turkmenistan · Uruguay · Vanuatu · Venezuela · Verenigde Arabische Emiraten · Verenigde Staten · Vietnam · Wit-Rusland · Zambia · Zimbabwe · Zuid-Afrika · Zuid-Korea · Zweden · Zwitserland · Individuele olympische atleten